# كسوف الشمس 31 مايو 2003
حدث كسوف الشمس الحلقي في العقدة الصاعدة للقمر في المدار في 31 مايو 2003. يحدث كسوف الشمس عندما يمر القمر بين الأرض والشمس، وبالتالي يحجب صورة الشمس كليًا أو جزئيًا على الأرض. يحدث الكسوف الحلقي للشمس عندما يكون قطر زاو القمر أصغر من الشمس، مما يحجب معظم ضوء الشمس ويجعل الشمس تبدو مثل حلقة. يظهر الخسوف الحلقي على شكل كسوف جزئي فوق منطقة من الأرض يبلغ عرضها آلاف الكيلومترات. كان الكسوف الحلقي ظاهر في وسط تبرلاند، جزر فارو، آيسلندا، يان ماين وشمال إسكتلندا. كان التحيز مرئيًا في جميع أنحاء أوروبا وآسيا وأقصى شمال غرب كندا.

## ألبوم الصور

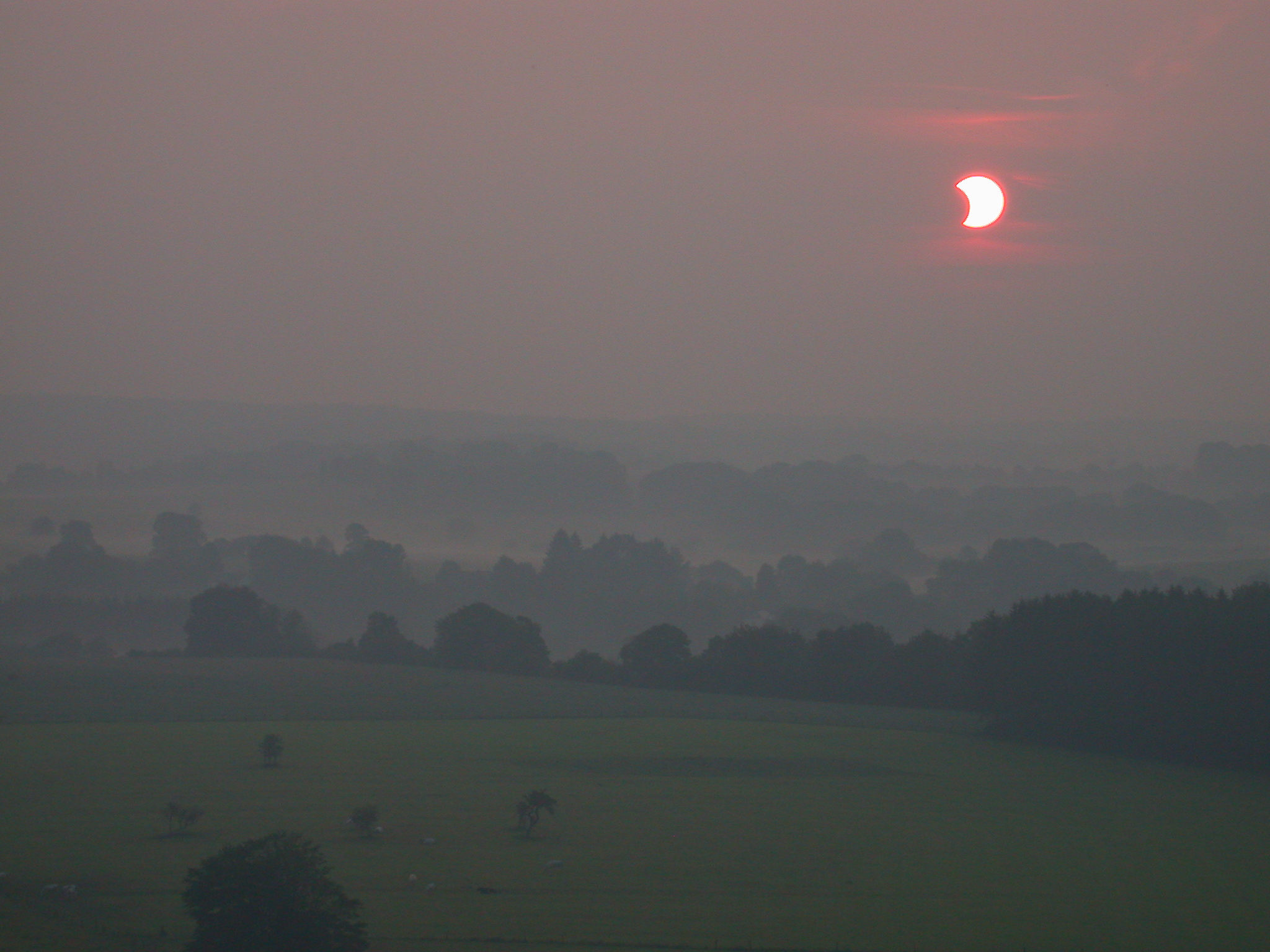
بلجيكا
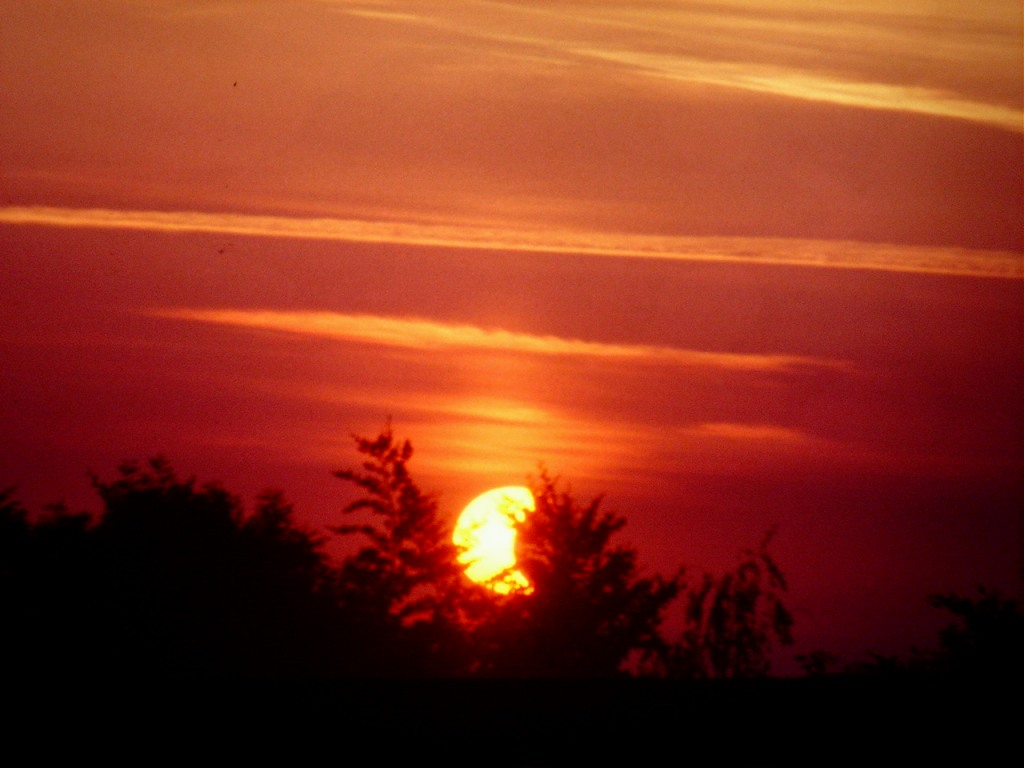
بلفور، فرنسا
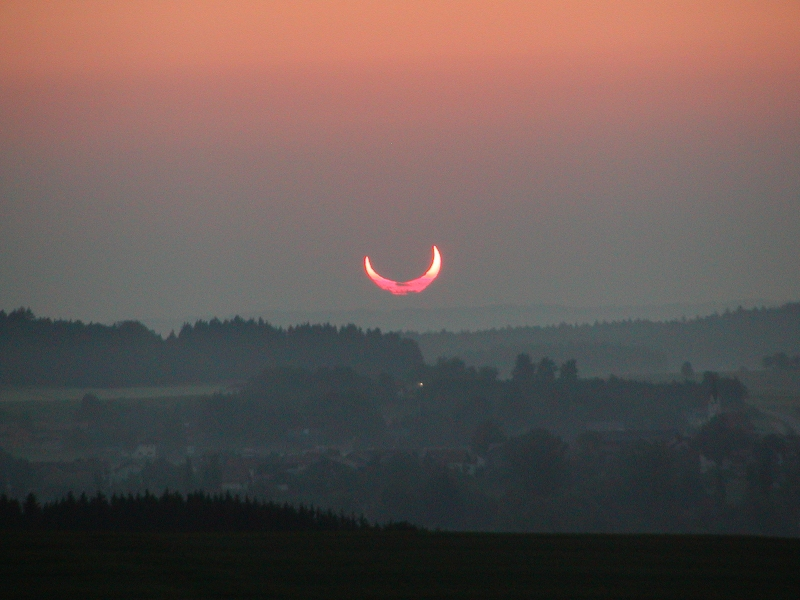
ألمانيا
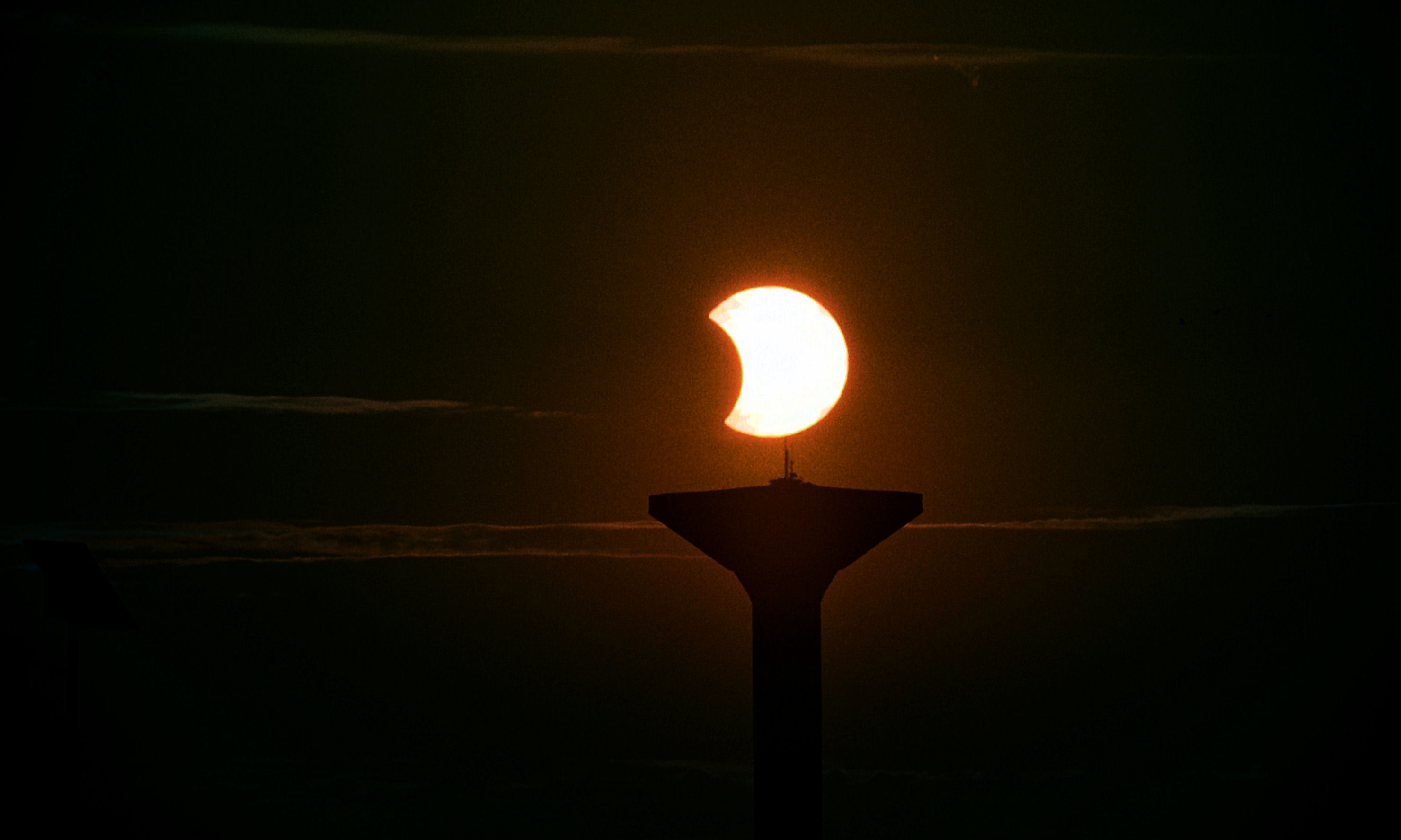
أوريا (بوليا)
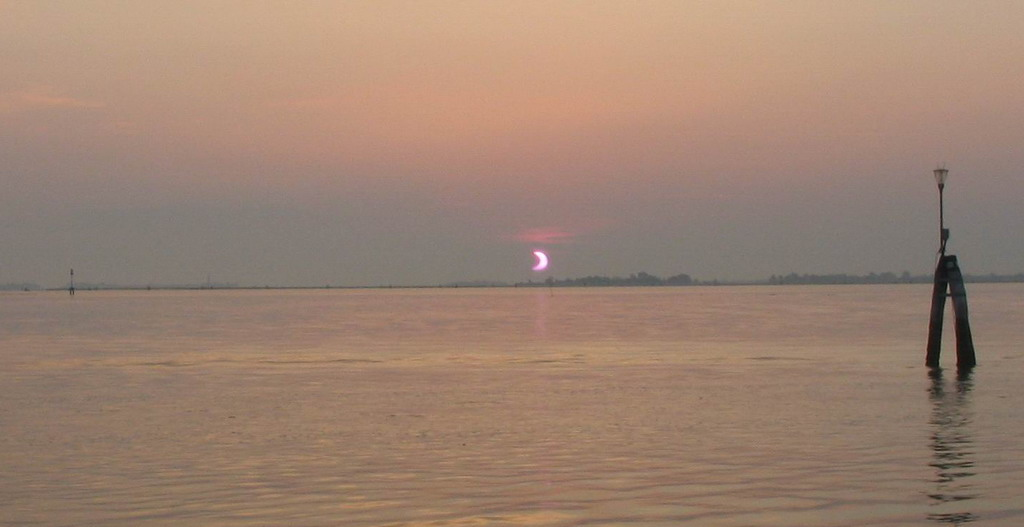
البندقية
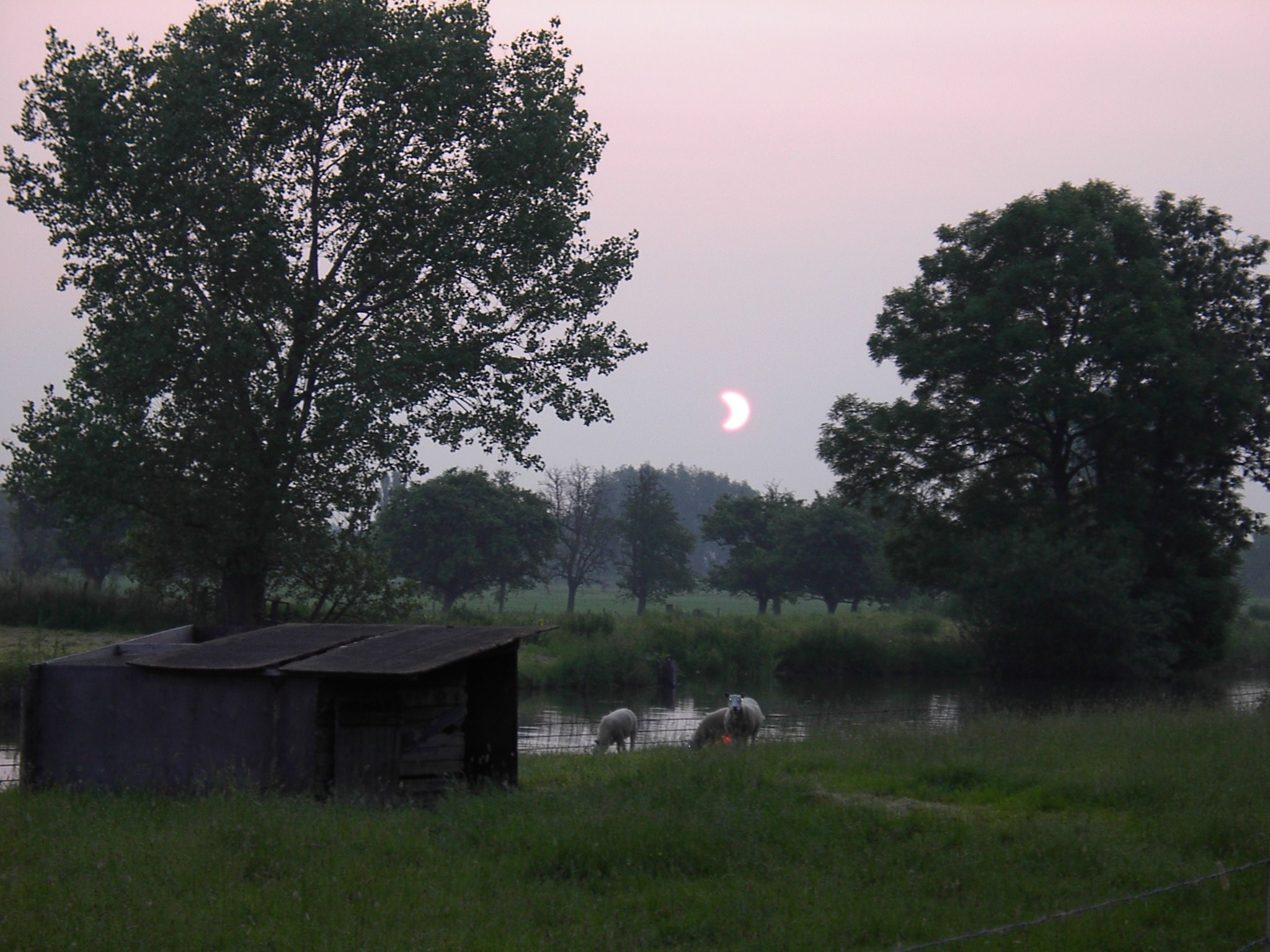
ويلسكوب، هولندا
أوسلو
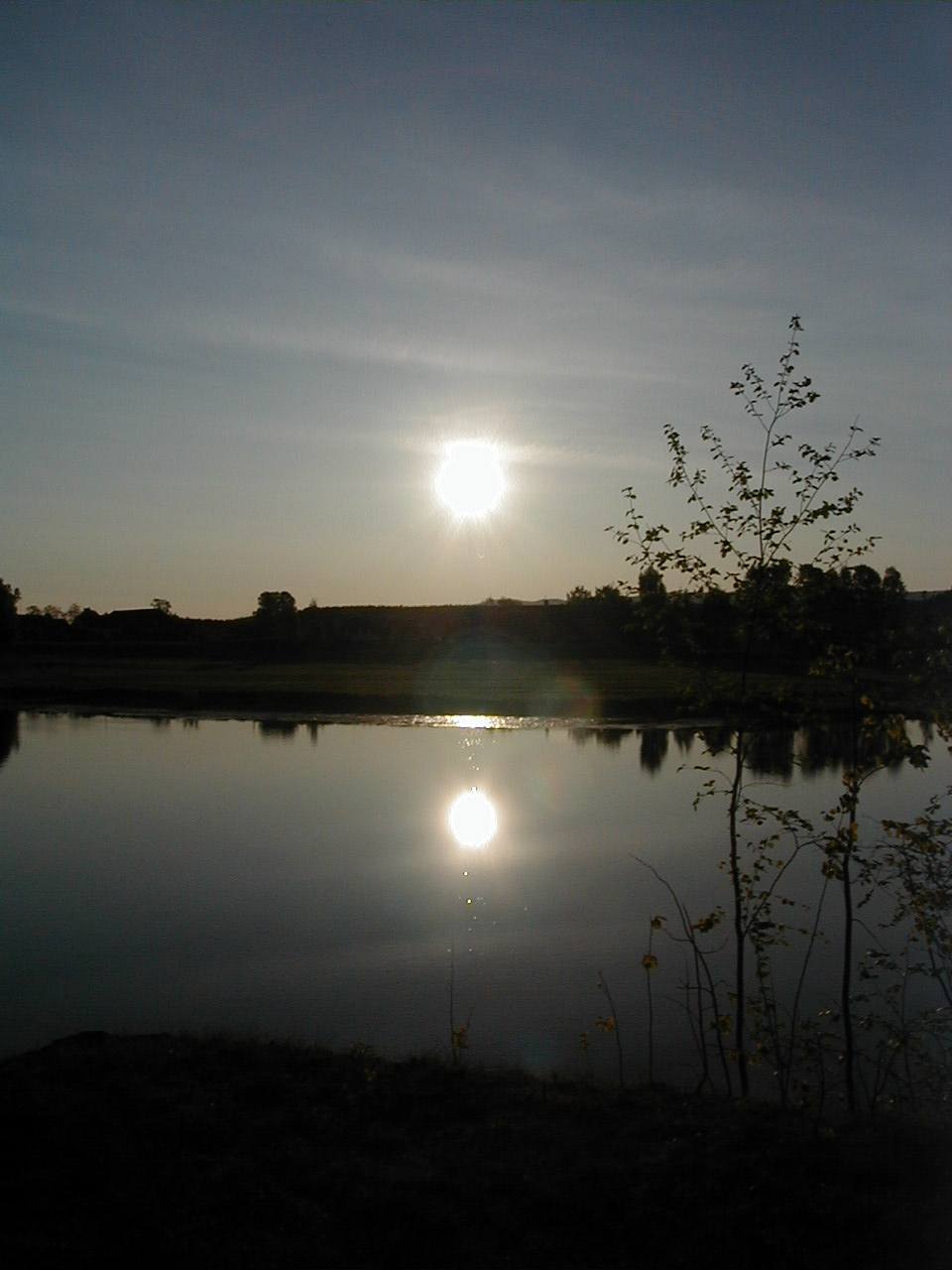
رينغريكه
جرانتاون أون سبي، اسكتلندا

## خسوفات ذات الصلة

### كسوف 2003
- خسوف القمر مايو 2002.
- خسوف القمر نوفمبر 2003.

| March 6, 1905 [الإنجليزية] (Saros 138)     | February 3, 1916 [الإنجليزية] (Saros 139) | January 3, 1927 [الإنجليزية] (Saros 140)    |  |
| December 2, 1937 [الإنجليزية] (Saros 141)  | November 1, 1948 [الإنجليزية] (Saros 142) | October 2, 1959 [الإنجليزية] (Saros 143)    |  |
| August 31, 1970 [الإنجليزية] (Saros 144)   | July 31, 1981 [الإنجليزية] (Saros 145)    | June 30, 1992 [الإنجليزية] (Saros 146)      |  |
| May 31, 2003 (Saros 147)                   | April 29, 2014 [الإنجليزية] (Saros 148)   | March 29, 2025 [الإنجليزية] (Saros 149)     |  |
| February 27, 2036 [الإنجليزية] (Saros 150) | January 26, 2047 [الإنجليزية] (Saros 151) | December 26, 2057 [الإنجليزية] (Saros 152)  |  |
| November 24, 2068 [الإنجليزية] (Saros 153) | October 24, 2079 [الإنجليزية] (Saros 154) | September 23, 2090 [الإنجليزية] (Saros 155) |  |

## روابط خارجية
- تحرك الغيوم والقمر لحجب الشمس
- صور كسوف الشمس حول العالم